# Berthe Bernay
Joséphine Berthe Bernay, née le  9 février 1856 dans l'ancien 7e arrondissement de Paris et morte le 30 septembre 1934 à Meudon, est une danseuse française du ballet de l'Opéra de Paris. 

## Biographie
Entrée dans le corps de ballet de l'Opéra de Paris en avril 1863, elle devient première danseuse de 1885 à 1888. Après sa retraite en 1888, elle est nommée professeure de danse à l'École de danse de l'Opéra.
Berthe Bernay est l'auteure du livre La Danse au théâtre paru en 1890.

## Distinctions
- Officier d'académie (arrêté du 14 juillet 1890).
- Officier de l'Instruction publique (arrêté du 28 janvier 1906).